# Приор
Прио́р (от на латински: prior – първи, старши) е титла на глава на по-малък католически манастир или на първия по старшинство след абата член на монашеската общност (първи помощник на абата). Женският еквивалент на приор е приориса. Манастирът, ръководен от приор се нарича приорат или приория.
Приори се наричат настоятелите на манастирите, подчинени на абата на Клюни.
Тази титла носят и настоятелите на манастирите на Ордените на картузианците, йеронимитите, доминиканците, кармелитите и августинците.
Генералът на Ордена на картузианците носи титлата приор на Гранд Шартрьоз. Генералният капитул на ордена се състои от всички приори и приора на манастира Гранд Шартрьоз. При доминиканците начело на ордена в определена страна стои провинциален приор. Августинският орден и Орденът на кармелитите се оглавяват от генерал-приори.
В духовно-рицарските ордени приори се наричат ръководителите на местните подразделения на ордена. Титлата велик приор е втора по значимост след тази на великия магистър на съответния орден.